# علم العنكبوتيات
علم العنكبوتيات، هو علم دراسة العناكب والحيوانات الأخرى ذات الصلة بها كالعقارب والعقرب المزيف وحشرة الأوبليون، وهذه جميعها تعرف بعنكبيات. أما العلماء الذين يدرسون العناكب فيطلق عليهم اسم "arachnologists" أي خبراء العناكب.
المصطلح arachnology مشتق من اللغة الإغريقية، حيث ἀράχνη arachnē تعني «عنكبوت»، و-λογία تعني «علم» لوجيا.

## العنكبوتيات كعِلْم
علماء العنكبوتيات هم المسؤولون عن تصنيف العناكب ودراسة جوانبها البيولوجية. من التخصصات الفرعية التي يدرسها علم العنكبوتيات تسمية الأنواع وتحديد الأعراق الوراثية ودراسة كيفية تفاعل تلك الأنواع من الأنواع الأخرى ومع بيئتها (علم البيئة السلوكي) وكيفية توزّعها في المناطق والموائل المختلفة. يجري بعض المختصين أبحاثاً على تشريح وعلم وظائف الأعضاء للعناكب بما في ذلك السم الذي تفرزه العناكب والعقارب. في حين يدرس آخرون تأثير العناكب على النظم الإيكولوجية الزراعية وما إذا كان من الممكن استخدام كعوامل مكافحة بيولوجية.

## الفروع
- علم العناكب (بالانجليزية Araneology).[3]
- علم القراديات.
- علم العقربيات.

## روابط خارجية
- جمعية علم العنكبوتيات الدولية
- خرافات حول العناكب: من السهل تمييز العناكب